# Lycos Europe
Lycos Europe fue una empresa de medios europea especializada en contenidos y servicios basados en internet. Era una compañía independiente de Lycos Inc, aunque las dos firmas comparten un origen común.
La empresa incluía la plataforma de comunicación Jubii. Es una herramienta web 2.0 para el acceso centralizado a diferentes servicios de comunicación y compartición de archivos en internet. El usuario dispone de 10 Gigabytes de capacidad para el almacenamiento de archivos que puede compartir con otros usuarios sin requerir ninguna configuración en el equipo. 

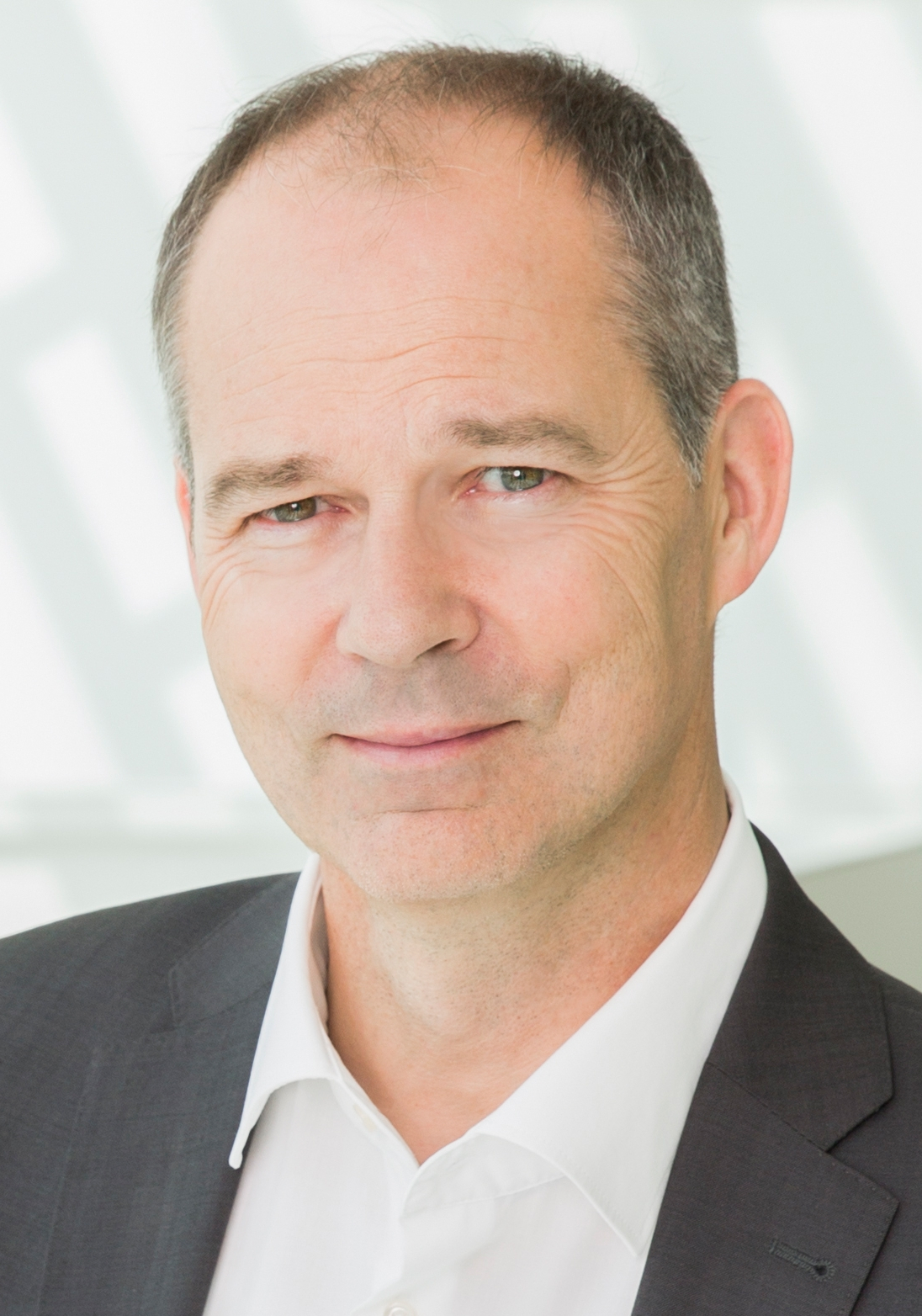
Christoph Mohn.

## Historia
La empresa fue establecida por medio de un joint venture entre Lycos Inc y Bertelsmann a finales de los años 1990. En octubre de 2004, Lycos Inc, que entre tanto había pasado a formar parte de Terra Networks, cedió a LE Holding su participación en Lycos Europe.
Desde 2005 LE Holding formó parte de Telefónica.
En 2007 Lycos Europe lanzó el portal Jubii también en América del Norte. Dicho portal de origen danés está presente en varios países de la Unión Europea.

## Servicios
- Diferentes portales bajo el título Lycos en Alemania, Austria, Dinamarca, Francia, Países Bajos, Italia, Reino Unido y Suecia.[2]
- eVita: Compras por internet.
- Multimania.

### Jubii
En 2007 la marca Jubii se estableció fuera de Dinamarca como una plataforma de comunicación (Cliente de correo electrónico, Mensajería instantánea...). Entonces constituía una herramienta web 2.0 para el acceso centralizado a diferentes servicios de comunicación y compartición de archivos en internet. El usuario disponía de 10 Gigabytes de capacidad para el almacenamiento de archivos que podía compartir con otros usuarios sin requerir ninguna configuración en el equipo.

## Información financiera
Sus accionistas están representados porcentualmente así: LE Holding Group: 32,1; Bertelsmann: 20%; Christoph Mohn Internet Holding: 12,1; Lycos Europe NV: 0,2; Otros: 35,6.